# 新近纪
| 新近纪 23.03–0百万年前 PreЄ Є O S D C P T J K Pg N 中新世（1500万年前） |                               |
| 全時期平均大氣O 2含量 | 约21 Vol % （为現代的105% ）  |
| 全時期平均大氣CO 2含量 | 约280 ppm （为前工業時期1倍） |
| 全時期平均地表溫度 | 约14℃ （高於現代0℃）          |
| 古新世至上新世的主要分层-65 —–-60 —–-55 —–-50 —–-45 —–-40 —–-35 —–-30 —–-25 —–-20 —–-15 —–-10 —–-5 —–0 — 新生代白垩纪古近纪新近纪第四纪古新世始新世漸新世达宁期塞兰特期 赞尼特期伊普雷斯期路特期巴尔顿期普里阿邦期鲁培尔期恰特期阿基坦期波尔多期兰盖期塞拉瓦尔期托尔顿期墨西拿期赞克尔期皮亚琴期 中新世上 ←古新世—始新世极热事件←北美草原扩张←南极冰盖出现←白垩纪—古近纪灭绝事件←墨西拿盐度危机古新世至上新世的时间表 直轴：百万年前 |                               |

新近纪（英語：Neogene，符号N），旧称晚第三纪，是地质年代中一个纪，开始于同位素年龄23.03±0.05百万年，距今兩百六十萬年結束，持续了兩千一百萬年。新近纪属于显生宙新生代，新近纪的上一纪是古近纪，有争议的下一纪为第四纪。新近纪包括中新世、上新世。

## 生物
新近纪内，动植物已接近现代。货币虫已完全灭绝，出现有孔虫N 4~N 23带。

## 地理
| 系/纪                      | 统/世  | 阶/期      | 年代（百万年） | 年代（百万年） |
| -------------------------- | ------ | ---------- | -------------- | -------------- |
| 第四纪                     | 更新世 | 格拉斯期   | 至今           | 至今           |
| 新近纪                     | 上新世 | 皮亚琴期   | 2.58           | 3.600          |
| 新近纪                     | 上新世 | 赞克尔期   | 3.600          | 5.333          |
| 新近纪                     | 中新世 | 墨西拿期   | 5.333          | 7.246          |
| 新近纪                     | 中新世 | 托尔顿期   | 7.246          | 11.63          |
| 新近纪                     | 中新世 | 塞拉瓦尔期 | 11.63          | 13.82          |
| 新近纪                     | 中新世 | 兰盖期     | 13.82          | 15.97          |
| 新近纪                     | 中新世 | 波尔多期   | 15.97          | 20.44          |
| 新近纪                     | 中新世 | 阿基坦期   | 20.44          | 23.03          |
| 古近纪                     | 渐新世 | 恰特期     | 之前           | 之前           |
| 参考國際地層委員會的分类法 |        |            |                |                |

新近纪全球海、陆轮廓接近现今。海洋所占面积较大，陆地面积较小。现地中海沿岸，如北非阿特拉斯山区、意大利、法国和西班牙的地中海沿岸都曾为古地中海区，法国的西海岸、北欧地区被大西洋所占；北美西海岸南部、墨西哥湾滨海区被海洋所占。中国的东海岸在新近纪向东扩展，渤海、黄海大部还是陆地。
副地中海是阿尔卑斯山脉从水下升起后，残留在山脉以北的水体。最大东西长约5000公里，从法国罗讷河谷开始，沿阿尔卑斯北麓向东延伸，至少延伸至咸海一带。副地中海在不同的时期，曾通过南斯拉夫萨格勒布低地与亚得里亚海，通过希腊与爱琴海，通过伊朗西北部与波斯湾、印度洋相连通。约1300万年前，与其他海洋隔绝，成内陆海，几经分隔，剩下现今的咸海、里海、黑海、巴拉顿湖。
现今地球上较高的山脉都是新近纪形成的，如阿尔卑斯山、阿特拉斯山、喜马拉雅山、落基山、安第斯山。地壳运动引起火山喷发，太平洋东、西两岸有大量玄武岩流。